# لوگهیل ویلیج (کلرادو)
لوگهیل ویلیج (به انگلیسی: Loghill Village) یک تفرجگاه کوهستانی گران‌قیمت در دره لوگهیل است که در شهرستان اورای، کلرادو واقع شده‌است. لوگهیل ویلیج ۱۴٫۲ کیلومتر مربع مساحت و بر اساس سرشماری ۲۰۱۰ ایالات متحده آمریکا بالغ بر ۵۲۱ نفر جمعیت دارد و ۲٬۴۰۳ متر بالاتر از سطح دریا واقع شده‌است.